# Kopce (Łomnica)
Kopce – przysiółek wsi Łomnica w Polsce, położony w województwie wielkopolskim, w powiecie nowotomyskim, w gminie Zbąszyń. Leży przy lokalnej drodze odchodzącej od drogi wojewódzkiej nr 302.
Pod koniec XIX wieku Kopce były folwarkiem wchodzącym w skład majątku w Łomnicy i powiatu międzyrzeckiego. Liczyły 2 domostwa i 34 mieszkańców. W latach 1975–1998 miejscowość administracyjnie należała do województwa zielonogórskiego.